# Erstattungskodex
Der Erstattungskodex (EKO) enthält die von den österreichischen Krankenkassen bezahlten Arzneimittel und deren Preise. Der Kodex wurde erstmals am 1. Januar 2005 vom Hauptverband der österreichischen Sozialversicherungsträger herausgegeben und löste das Heilmittelverzeichnis ab. Der Kodex enthält die Zuordnung der Medikamente in ein sogenanntes Boxensystem sowie deren Klassifizierung durch den ATC-Code.
Über die grüne Box sind bewilligungsfreie Medikamente definiert. Die gelbe Box ist geteilt in eine hellgelbe, welche Präparate enthält, die, mit entsprechender vorgegebener Indikation verschrieben, keiner vorherigen Genehmigung bedürfen, sondern der so genannten Ex-post-Kontrolle zugeführt werden. Präparate aus der dunkelgelben Box müssen vom Chefarzt im Voraus genehmigt werden. Die rote Box enthält jene Präparate, für die ein Antrag auf Aufnahme in den Erstattungskodex gestellt wurde. Eine vorherige chefärztliche Bewilligung muss hier in jedem Fall erfolgen. Der rote Bereich wird nur im Internet veröffentlicht.
Der Erstattungskodex wird monatlich geändert. Dies macht die fehlerfreie Befolgung der aktuellen Regeln schwierig, wenn die Verschreibungen nicht per Software und aktuellem Datenstand geprüft werden.